# Luis E. Valcárcel
Luis Eduardo Valcárcel Vizcarra (Ilo, Moquegua, Perú; 8 de febrero de 1891-Lima, Perú; 26 de diciembre de 1987) historiador y antropólogo peruano fue un investigador del Perú prehispánico y uno de los protagonistas de la corriente indigenista peruana. Es considerado el padre de la antropología en el Perú.
Su obra peruanista estuvo centrada en dos puntos: la revalorización de la civilización inca y la reivindicación de la cultura andina. En sus obras, resaltó la relación que existe entre los habitantes de las zonas andinas con el hombre del Tahuantinsuyo.

## Biografía
Sus padres, Domingo L. Valcárcel y Leticia Vizcarra, lo llevaron a temprana edad a la ciudad del Cuzco (1892), donde vivió las siguientes cuatro décadas. Realizó sus estudios secundarios en el Seminario de San Antonio Abad, para luego pasar a la Universidad Nacional de San Antonio Abad del Cusco del mismo nombre, donde se graduó de Bachiller en Letras con una tesis titulada: «Kon, Pachacámac y Wiracocha» (1912), luego como Doctor (21-XI-1912); el de Bachiller en Ciencias Políticas y Administrativas con la tesis «La cuestión agraria en el Cuzco» (1913); Bachiller en Jurisprudencia, con la Tesis «De ayllu al imperio» (1916); y Dr. (1916) así como el título de Abogado. En 1909 participa en la huelga universitaria que transforma dicha Universidad en una institución más moderna, democrática y preocupada por la problemática regional del Cusco, gracias al nombramiento del estadounidense Albert Giesecke como nuevo rector.
El descubrimiento científico de Machu Picchu en 1911 encendió su pasión por la historia antigua y la civilización Inca, siendo una de las autoridades que se encargó de supervisar la expedición de la Universidad de Yale, protegiendo el patrimonio de la ciudadela, fundando en 1913 el Instituto Histórico del Cusco, entidad que se encargó de proteger el patrimonio cultural y el contrabando de piezas arqueológicas en la región. En 1912, con solo 21 años, ingresó al partido liberal apoyando la candidatura del presidente Guillermo Billinghurst, siendo nombrado Inspector Departamental de Instrucción del Cusco, lo que le permitió viajar por todo el Perú y conocer la realidad de la educación en el país. Fue elegido diputado por la provincia de Chumbivilcas en el año 1919, sin embargo no pudo asumir su cargo por el golpe que perpetró el presidente Leguía disolviendo el Congreso.
Ejerció la docencia desde 1917 en el Colegio Nacional de Ciencias y en la ya mencionada Universidad Nacional. Fue gestor y el primer director en 1920 del Museo Arqueológico de la Universidad del Cuzco (el actual Museo Inka) y en 1923 organizó el primer Archivo de la Universidad, que posteriormente serviría para conformar el Archivo Regional del Cuzco. Fue director del diario El Comercio del Cuzco y editorialista de los diarios El Sol, La Sierra, y El Sur. En 1920 conforma el grupo "Resurgimiento"con destacados estudiantes e intelectuales cusqueños como José Uriel García, Luis Felipe Aguilar y los hermanos Félix y José Gabriel Cosío, grupo que defendía a los indígenas de las injusticias que sufrían, iniciándose así la corriente indigenista que este grupo luego, llamado la "Escuela Cusqueña", extenderá en diversos ámbitos de la cultura a nivel nacional. Algunos de sus representantes son por ejemplo en la literatura, José María Arguedas, Ciro Alegría, Enrique López Albújar; en la pintura, José Sabogal, Julia Codesido, Camilo Blas; en la poesía, Cesar Vallejo, etc.
En 1923 encabezó la Misión Peruana de Arte Incaico a Buenos Aires, financiada por la Comisión Nacional de Bellas Artes de Argentina y alentada por Ricardo Rojas, que asesoró a los museos argentinos sobre compras de arte indígena.
Mantuvo estrechas relaciones con el pensador José Carlos Mariátegui, y con el grupo vinculado a la revista Amauta. Así también con otros intelectuales como el pensador y político Víctor Raúl Haya de la Torre quien desde el exilio, dirige su ensayo "El problema del indio" de 1927 al grupo Resurgimiento. 
A inicios de la tercera década del siglo XX, fue llamado a Lima por el gobierno del general Sánchez Cerro para ser nombrado director del Museo Bolivariano, del Museo de Arqueología Peruana y del Museo Nacional de Historia. A fines de 1931 fue director del Museo Nacional, al proponer la creación de un museo único que reuniese toda las manifestaciones de la vida peruana, desde la aparición del hombre hasta nuestros días, dicho proyecto fue aprobado por el gobierno, sin embargo nunca se construyó el local, quedando así esta disposición como una dirección única de museos, cargo que desempeñó hasta 1945. En 1932 fundaría la Revista del Museo Nacional, la revista científica de más larga data en el Perú, publicación fundamental para documentar acerca de las investigaciones que se realizaban en el país y para intercambiar información y hacer conexiones con los más importantes museos del mundo. Posteriormente en 1946, siendo Ministro de Educación, fundó el Museo Nacional de la Cultura Peruana, institución que alberga la colección más grande de piezas etnográficas en el país. A la fecha de su retiro, en 1964, fue consagrado como Director Emérito de los Museos Nacionales.
Cumplió un destacado papel en la cuatricentenaria Universidad Nacional Mayor de San Marcos de Lima, donde en 1931 fue nombrado catedrático, teniendo a su cargo los cursos de: Historia de los Incas, Historia de la Cultura Peruana, e Introducción a la Etnología. Además, fue director-Fundador del Instituto de Etnología, Decano de la Facultad de Letras, y profesor emérito. Asimismo, desempeñó la carrera docente en la Universidad de Columbia, en Nueva York. 

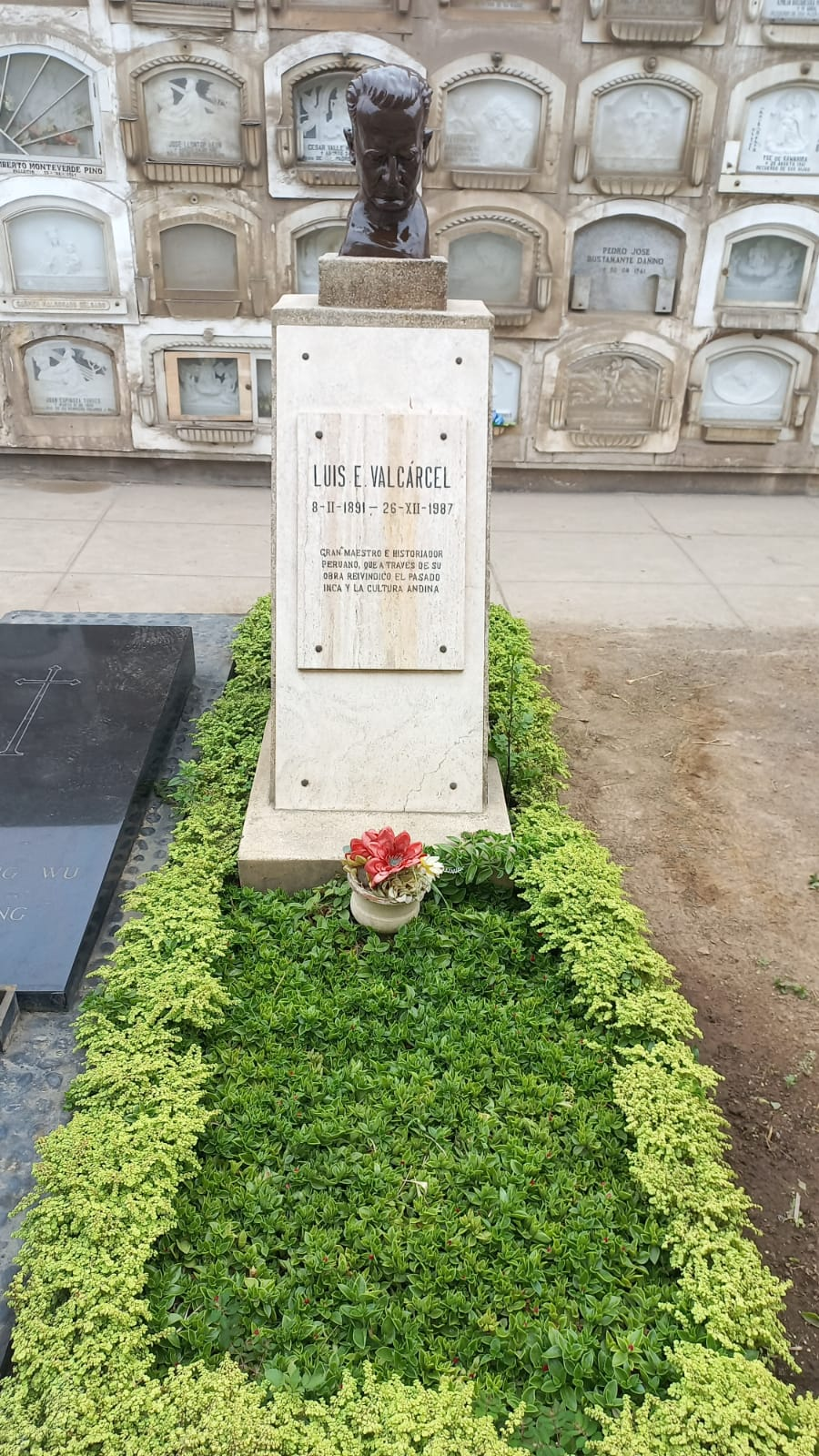
Tumba de Luis E. Valcarcel en Cementerio El Ángel.

Redescubre la Fortaleza de Sacsayhuamán en 1934 al encargarse de las excavaciones arqueológicas y en ese mismo año funda e inaugura el Instituto de Arqueología de la Universidad del Cuzco, especializado en estudios e investigaciones de la Cultura Inca. Dos años después viaja a Francia para organizar el primer Pabellón Peruano en la exposición Internacional de París.

## Trabajos y vida pública
Entre los numerosos cargos que obtuvo a lo largo de su carrera profesional y académica, resaltan los de: Ministro de Educación Pública (de 1945 a 1947), cargo del cual se plasmó el establecimiento de los núcleos escolares campesinos, una red de escuelas rurales que integraba educación, salud y trabajo para los niños y los miembros de una comunidad campesina. Siguió el ejemplo de Warisata de Bolivia (1945) ( Jorge Basadre: " La Vida y la Historia"). En este periodo hace importantes aportes al mejoramiento de los sistemas educativos, creando las escuelas bilingües y el apoyo al Instituto Lingüístico de Verano en los estudios sobre lenguas nativas, contribuyendo notablemente a elevar el nivel de vida de las comunidades indígenas de la Amazonía y el Ande. Impulsó de forma decisiva la Educación Técnica en el Perú, reorganizando el Politécnico Nacional e iniciando los cursos de capacitación para maestros. Se fundó el Conservatorio Nacional de Música y se estableció el “Teatro Nacional” con las escuelas de Arte Dramático, Escenografía y Folklore.
Presidente del Instituto de Estudios Peruanos, de la Asociación Nacional de Escritores y Artistas (ANEA), del Instituto Cultural Peruano Norteamericano (ICPNA), y del Comité Interamericano del Folklore; Director del Instituto Indigenista Peruano; Miembro del Comité Ejecutivo Peruano de la Unesco; Vicepresidente de la Academia Nacional de Historia, y del Centro de Estudios Histórico-Militares. Fue asunto de su preocupación el idioma quechua y la cultura popular andina, desde el ministerio de educación, la universidad y desde sus publicaciones. Impulsó la reactivación del Inti Raymi en el Cusco ( Tauro del Pino: Enciclopedia ilustrada del Perú, tomo 17).

## Obras

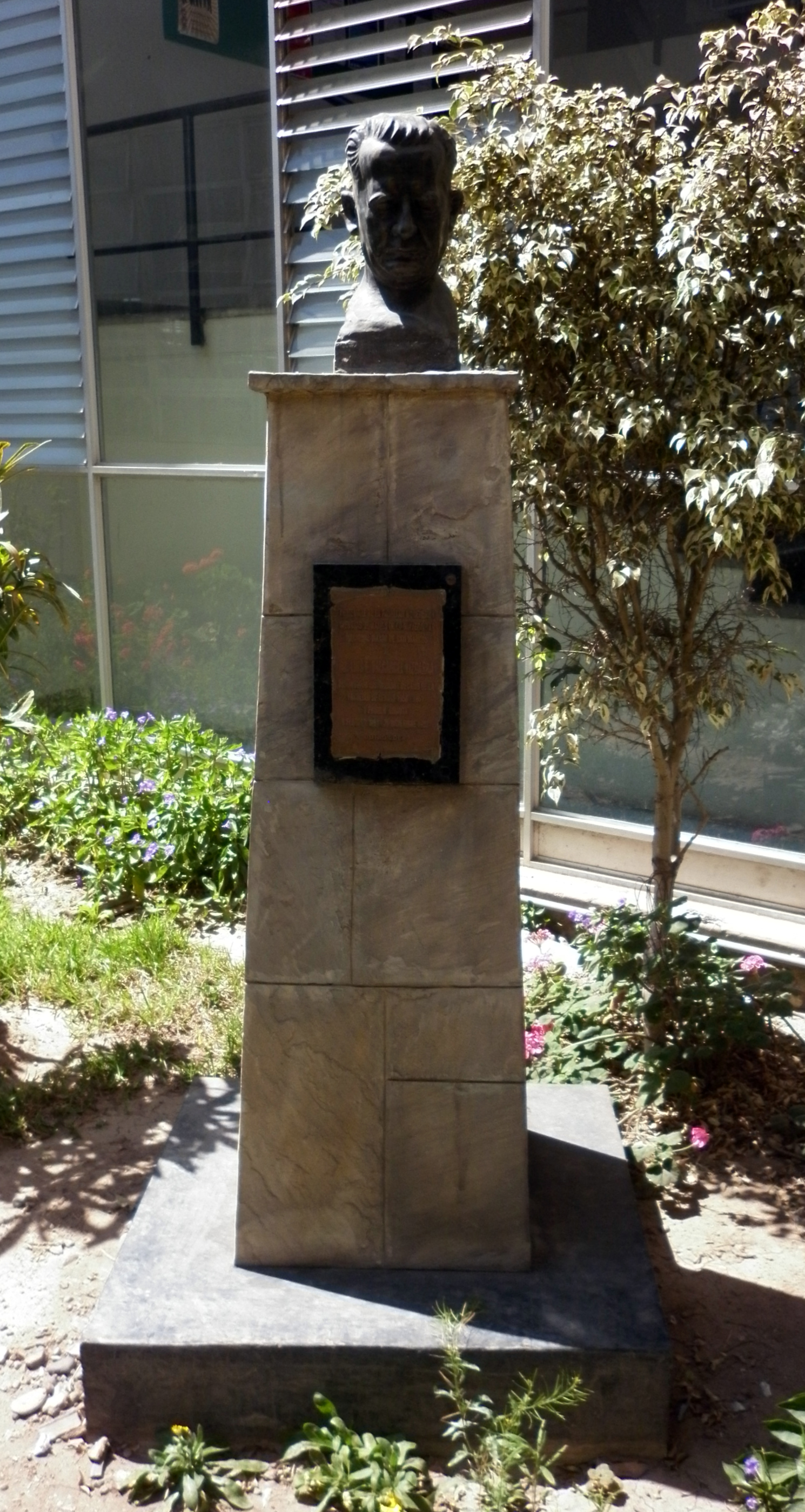
Monumento a Luis Eduardo Valcárcel en el exterior de la Facultad de Letras y Ciencias Humanas de la Universidad Nacional Mayor de San Marcos, donde fue catedrático.

En su abundante obra bibliográfica, Valcárcel propugnó, basado en el estudio de la historia, la reivindicación del indio. Denunció el estado de miseria y exclusión en que vivía la población mayoritaria del país, y estableció el criterio de valoración del elemento indígena, como representante de la unidad y continuidad de la historia peruana. Algunos textos de su libro “Tempestad en los Andes” tienen relación con la filosofía esotérica.
De su producción, podemos señalar lo siguiente:
- "Del ayllu al imperio" (Lima ,1925).
- "De la vida incaica" (Lima, 1925).
- "Tempestad en los Andes" (Ed. Minerva, Lima 1927).
- "Cuzco, Capital Arqueológica de Sudamérica" (Lima, 1934).
- "Mirador Indio" ( Serie I y Serie II, Lima, 1937 y 1941)
- "Cuentos y leyendas incas (Lima, 1939).
- "Garcilaso el Inca. Visto desde el ángulo indio" (Lima: Imprenta del Museo Nacional, 1939).
- "El virrey Toledo. Gran tirano del Perú" (Lima, 1940).
- "Ruta cultural del Perú" (Editorial del Fondo de Cultura Económica, Lima, 1945).
- "Historia de la cultura qntigua del Perú" (2 tomos, Lima,1943 y 1949).
- "Altiplano Andino" (México, 1953).
- "Narraciones y leyendas incas" (Lima, 1956).
- "Etnohistoria del Perú Antiguo (Lima, 1959).
- "Historia del Perú Antiguo. A través de la fuente escrita" (3 tomos. Ed. Juan Mejía Baca, Buenos Aires, 1964, Reedición en 2015; y 6 tomos, 1971 y 1979)[4][5]
- "Machu Picchu. El más famoso monumento arqueológico del Perú" (Eudeba, Buenos Aires, 1964).
- "Memorias" (IEP, Lima, 1981)

## Premios y reconocimientos
Con el paso del tiempo, vinieron las condecoraciones:
- Medalla de Caballero de la Legión de Honor de Francia (1939).
- La Gran Orden del Sol del Perú (1945).
- Medalla de Oro por Estudios Históricos. Premio de investigación y estudio de la historia peruana "Fundación Luís Antonio Eguiguren" del Centro de Estudios Histórico Militares del Perú (1958).
- Medalla de Israel (1964).
- Medalla Comendador de la Orden al Mérito de la República Italiana (1964).
- Medalla de Honor del Congreso de Americanistas de Mar de Plata (Argentina, 1966).
- Premio Nacional de Cultura en el área de Ciencias Históricas (1977).
- Premio Rafael Heliodoro Valle. Al más destacado historiador latinoamericano (México, 1981).
- Diploma de Honor de la Universidad Mayor de San Marcos (1981).
- Medalla de Honor del Congreso en el Grado de Gran Oficial (1981).
- Medalla de Oro del Cusco (1983).
- Medalla de la Ciudad de Lima (Municipalidad de Lima, 1984).
- Medalla Cruz Peruana al Mérito Militar, en el grado de Gran Oficial (1984).

Asimismo fue galardonado con las Palmas Magisteriales en el grado de Amauta, y fue nominado al Premio Nobel de la Paz.
Además fue fundador, presidente y miembro de las siguientes instituciones:
- Miembro de la Sociedad de Americanistas de París (1931).
- Presidente y fundador del Instituto Cultural Peruano Norteamericano - ICPNA (1938).
- Presidente y fundador de la Asociación Nacional de Escritores y Artistas - ANEA (1938).
- Presidente y fundador del Instituto Indigenista Peruano (1946).
- Es nombrado Director Emérito de los Museos Nacionales del Perú (1946)
- Presidente del Comité Interamericano de Folklore (1953).
- Miembro de la Sociedad Chilena de Sociología (1957).
- Declarado Primer Catedrático Emérito de la Universidad Mayor de San Marcos (1961).
- Presidente del Patronato Nacional de Arqueología (1962).
- Vice -presidente y miembro de número de la Academia Nacional de Historia de Lima (1962).
- Miembro de la Academia Nacional de Ciencias (1962).
- Miembro del Centro de Estudios Históricos - Militares (1962).
- Miembro de la Junta Deliberante Metropolitana para el estudio del Patrimonio Histórico y Artístico de Lima (1962).
- Presidente Honorario y Fundador del Instituto de Estudios Peruanos (1965).
- Presidente Honorario de la Asociación Peruana de Antropología (1978).
- Presidente de la Comisión Permanente de Historia del Ejército Peruano (1983).
- Miembro Vitalicio del Instituto San Martiniano del Perú (1983).